# オーガニックスタジオ新潟
オーガニックスタジオ新潟は、新潟県新潟市で自然素材を使った高気密高断熱住宅の設計、施工を手掛ける地域工務店である。

## 概要
「エコハウスで快適空間を追求する」をテーマに、内装・外装に自然素材をあつかうビルダーである。
特に高気密高断熱の分野で高い知識を有し、エアコン暖房を床下に送風することで、床面を室温より高く保ち、全館暖房を可能にする「オーガニック床下暖房システム」や「階間エアコン」が特徴。

## 許認可
- 建築業許可　：新潟県知事（般－1）第43344号
- 一級建築士事務所登録：新潟県知事　（イ）第4692号
- 宅地建物取引業登録：新潟県知事　（2）第5077号

## 所属団体
- パッシブ・ハウス・ジャパン
- 新木造住宅技術研究協議会（新住協）
- 社団法人新潟県建築士会
- 住宅瑕疵担保責任保険法人
- 住宅あんしん保証協会
- 新潟商工会議所
- 社団法人新潟県宅地建物取引業協会
- 全国宅地建物取引業保証協会

## モデルハウス
西区小新大通　スタンダードモデルハウス（2013.6～2017.10）
中央区網川原　まちなみモデルハウス　（2018.1 OPEN予定）